# Haftanstalt Diffa
Die Haftanstalt Diffa (französisch Maison d’arrêt de Diffa) ist ein Gefängnis in der Stadt Diffa in Niger.

## Baubeschreibung und Geschichte
Die Haftanstalt befindet sich im Nordwesten der Stadt Diffa in der gleichnamigen Region Diffa. Sie ist auf eine Aufnahmekapazität von 100 Insassen ausgelegt. Es handelt sich um eine nicht spezialisierte Anstalt, in der generell Personen, die mit dem Gesetz in Konflikt geraten sind, inhaftiert werden.
Das Gefängnis besteht seit dem Jahr 1974. Bei einem Mauereinsturz des heruntergekommenen Gebäudes, den starke Regenfälle auslösten, starben 2004 mehrere Menschen. In der Nacht von 11. auf 12. Juli 2015 griffen schwer bewaffnete Mitglieder der Terrorgruppe Boko Haram die Haftanstalt an um Gefangene zu befreien. Die Nationalgarde wehrte den Angriff ab, wobei ein Offizier und drei Terroristen starben. Im Jahr 2019 betrug die Auslastung mit Häftlingen 288 %. Noch stärker vom Problem der Überbelegung betroffen war in Niger sonst nur die Haftanstalt Niamey. Im Rahmen der Bekämpfung der COVID-19-Pandemie in Niger erließ Staatspräsident Mahamadou Issoufou am 30. März 2020 landesweit 1540 Gefangenen ihre restliche Haftstrafe, darunter 87 in der Haftanstalt Diffa.